# Geoff Cooke
Pas d'image ? Cliquez ici

a Compétitions nationales et continentales officielles uniquement.

Geoff Cooke, né le 11 juin 1941, est joueur devenu entraîneur de rugby à XV. Il est le sélectionneur de l'équipe d'Angleterre de rugby à XV de 1987 à 1994.

## Biographie

### Carrière de joueur
Pendant sa carrière de joueur, Geoff Cooke occupe le poste de demi d'ouverture ou de centre de 1962 à 1972 et il est le capitaine de son de club, le Bradford RFC et de son comté, Cumbria.

### Carrière d'entraîneur
À sa retraite sportive, il se reconvertit entraîneur. Il entraîne d'abord le Bradford RFC de 1973 à 1975, puis la Yorkshire Rugby Football Union pendant la période 1975-1979.
Il devient président des sélectionneurs de 1980 à 1985 et il est également sélectionneur du Nord de l'Angleterre de 1979 à 1987. Cooke est nommé entraîneur de l'équipe d'Angleterre de rugby à XV en octobre 1987 en remplacement de Martin Green. Il conduit notamment le XV de la rose sur deux tournées en Australie et aux Fidji en 1988 et une en Argentine. Il reste à ce poste jusqu'en 1994. Au total, il conduit l'équipe d'Angleterre durant 49 matchs internationaux, remportant deux Grands Chelems dans le Tournoi des Cinq Nations, atteignant la place de finaliste de la Coupe du monde de rugby à XV 1991 et gagnant le titre de la Coupe du monde de rugby à sept 1993.
Il est récompensé par la décoration de l'Officier de l'Ordre de l'Empire britannique (OBE) pour services rendus au rugby à XV en juin 1992. En 1993, il est nommé responsable de la tournée de rugby à XV des Lions Britanniques en Nouvelle-Zélande. Il est président et directeur du rugby du Bedford RUFC, conduisant le club à la promotion au plus haut niveau en 1998, puis président du Worcester RFC jusqu'à sa retraite en avril 2002. Puis, de retour dans les rangs amateurs, il rejoint son ancien club, Bradford & Bingley comme directeur du rugby, les conduisant à la promotion en North One dès sa première saison puis directement en 2003-2004 à une seconde promotion successive pour la National League Three.

## Palmarès
- Vainqueur du Tournoi des Cinq Nations en 1991 (Grand Chelem) et en 1992 (Grand Chelem)
- Finaliste de la Coupe du monde en 1991